# Frankfort (Kentucky)
Frankfort è un comune (city) degli Stati Uniti d'America, capoluogo della contea di Franklin e capitale del Commonwealth del Kentucky. La popolazione era di 25 527 persone al censimento del 2010, il che la rende la quinta più piccola capitale di uno stato degli Stati Uniti. Situata lungo il fiume Kentucky, Frankfort è la principale città dell'area micropolitana di Frankfort, che include tutta la contea di Franklin e quella di Anderson.

## Storia

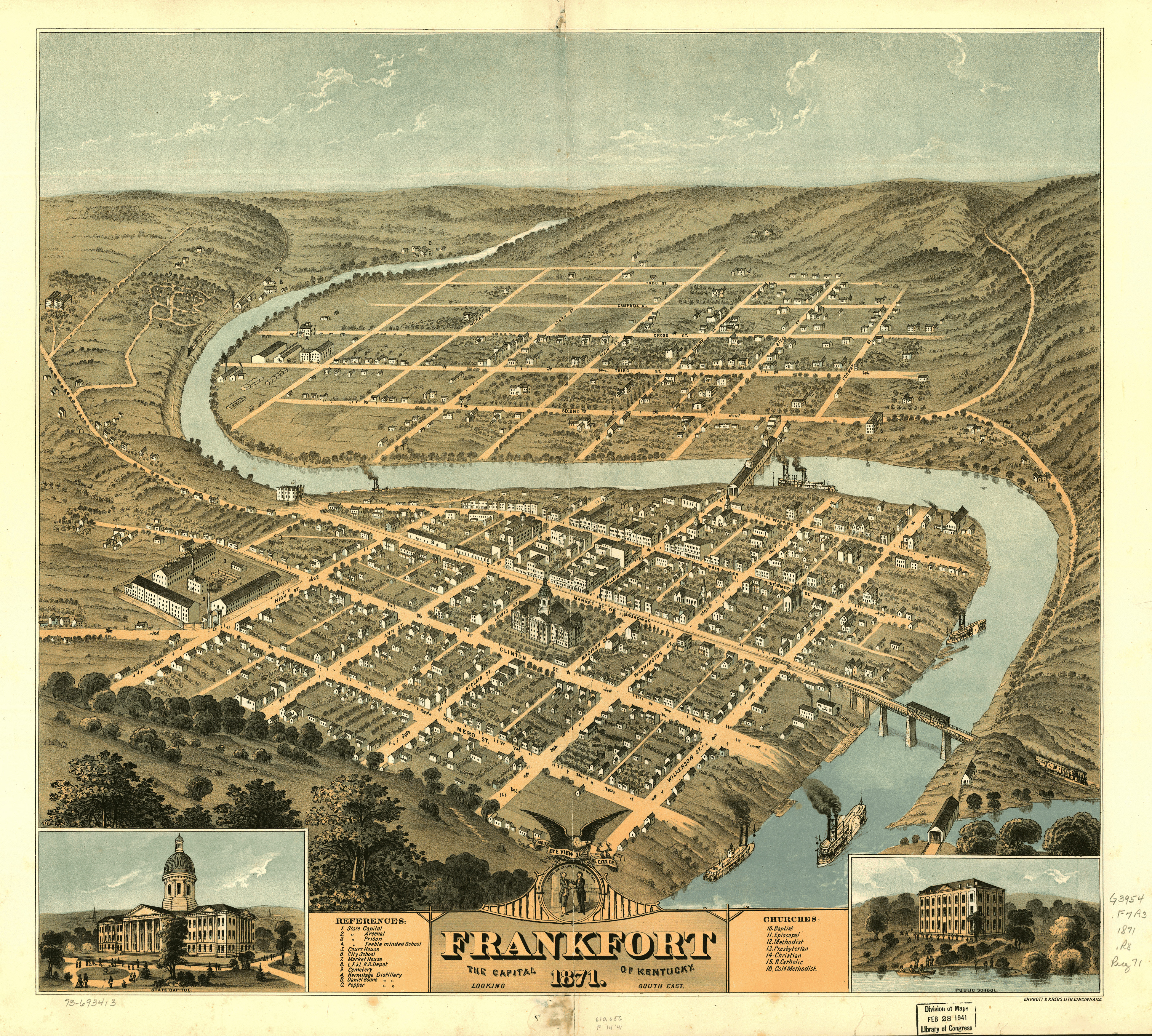
Mappa della città del 1871: nella parte bassa il centro cittadino, nella parte alta oltre il fiume South Frankfort, in basso a sinistra Fort Hill

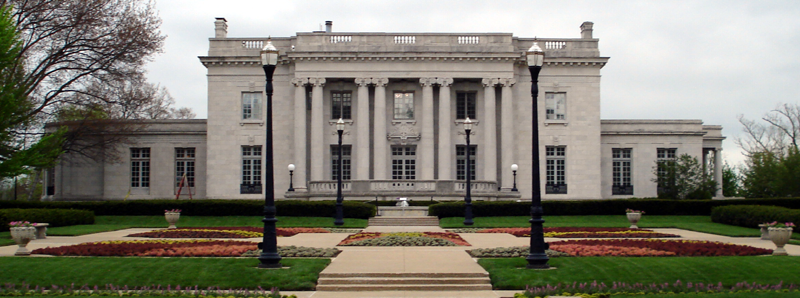
L'attuale residenza del governatore, costruita nel 1914

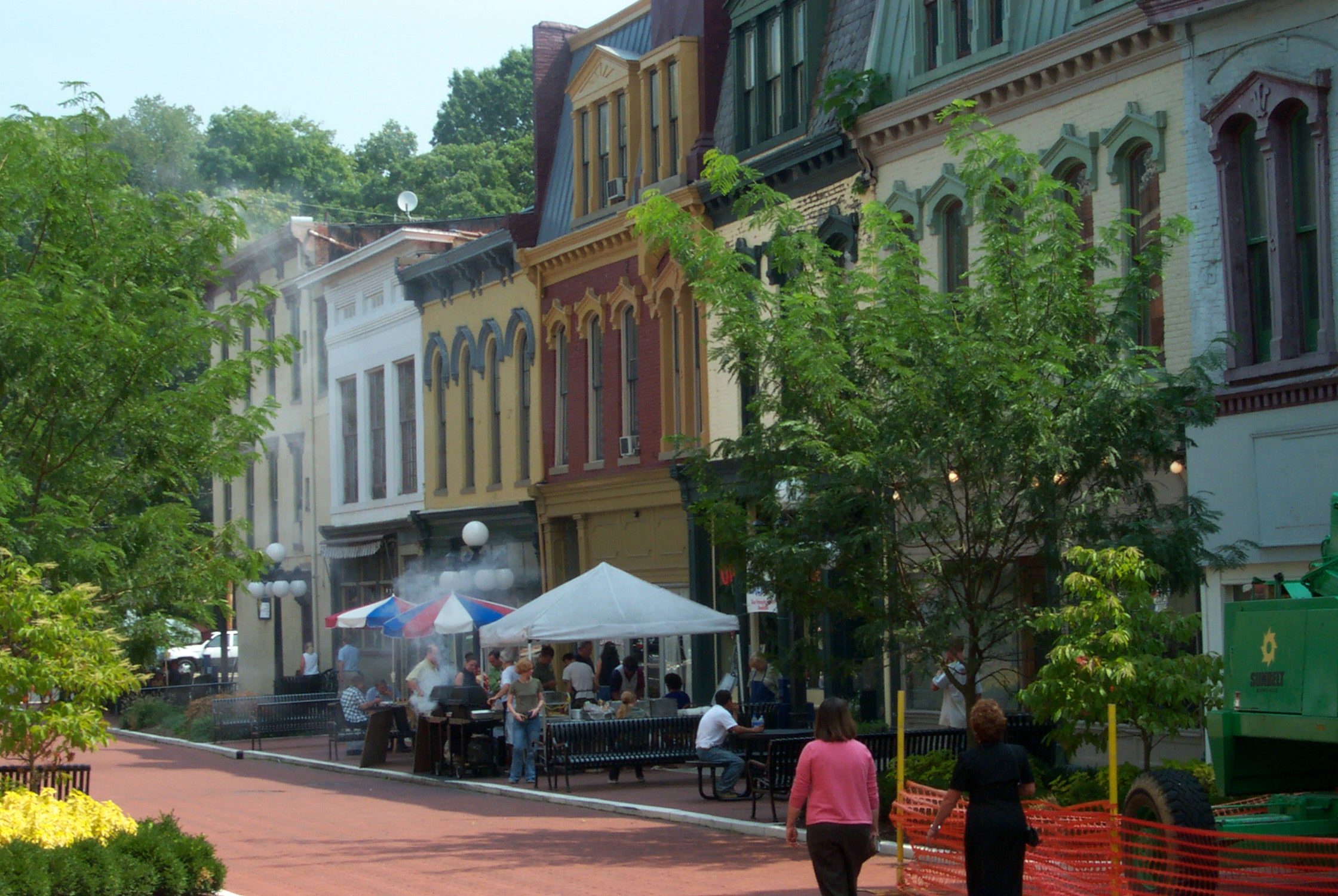
Il centro cittadino

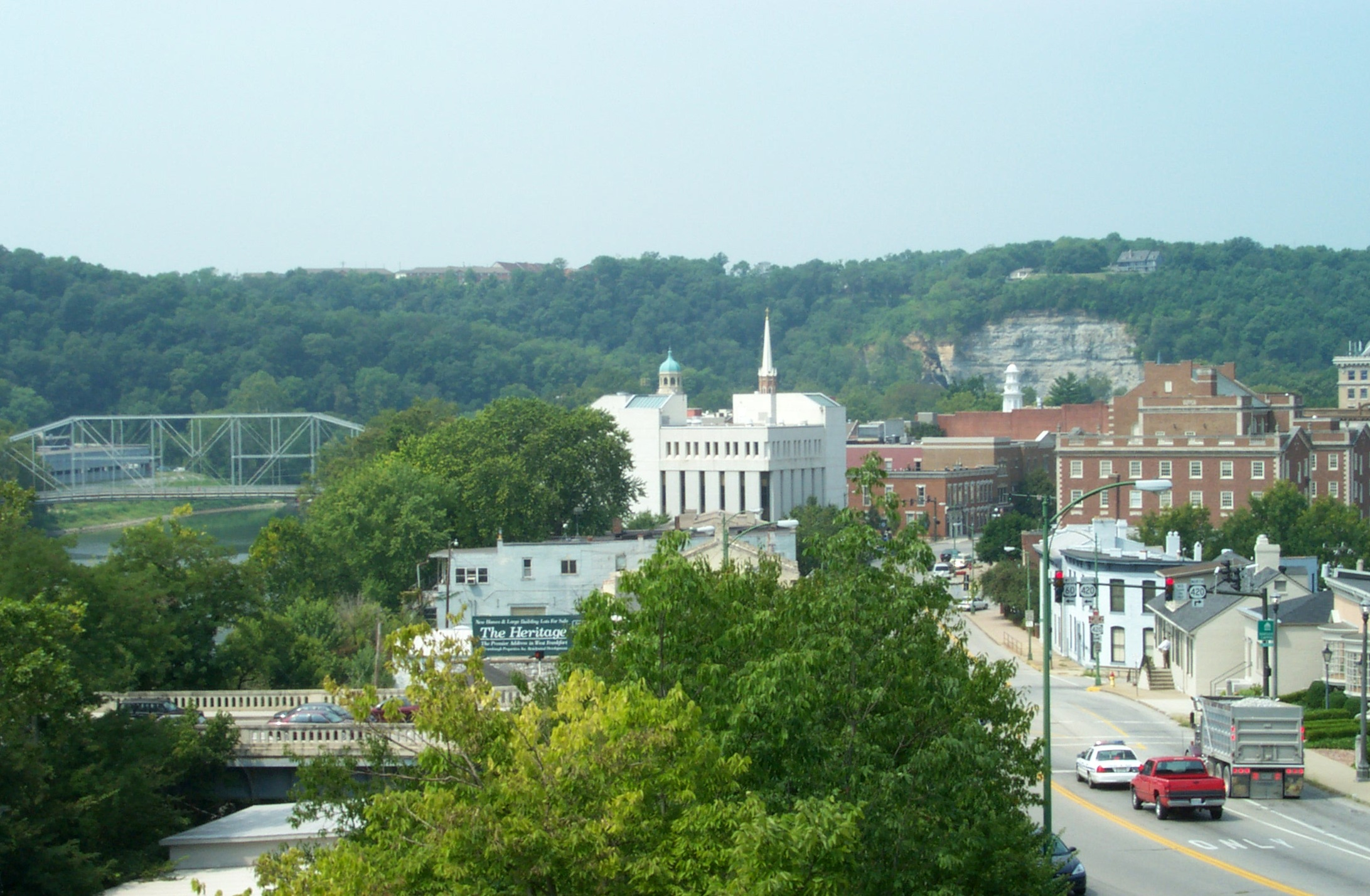
Scorcio cittadino a destra, a sinistra il fiume Kentucky

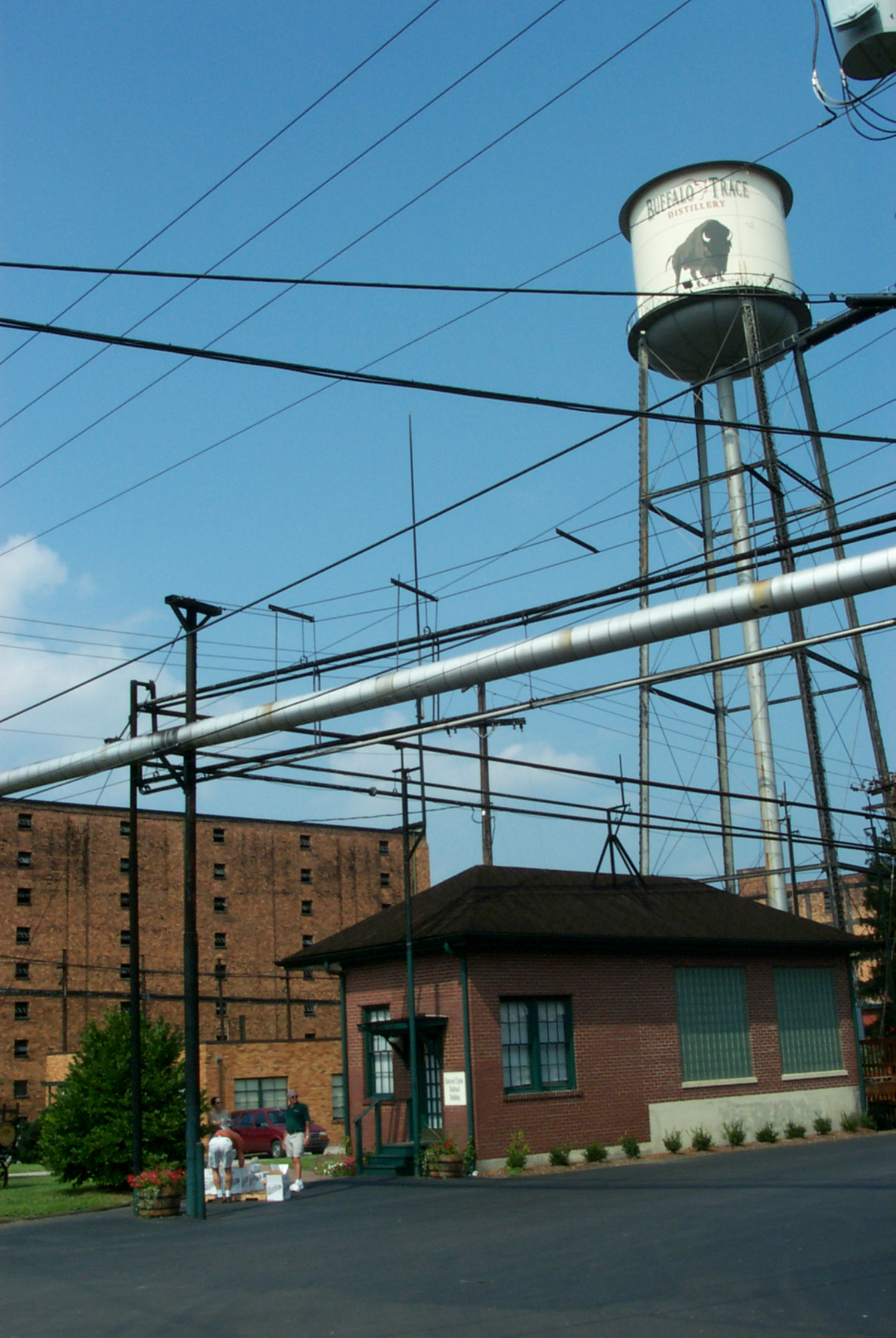
La distilleria Buffalo trace

La città di Frankfort venne fondata nel 1786. Il nome deriva da un evento accaduto in quei luoghi negli anni 1780, quando dei nativi americani attaccarono un gruppo di pionieri euro-americani appena arrivati dall'insediamento fortificato di Bryan Station (nell'odierna Lexington, che stavano producendo sale in un guado, in inglese "ford") nel fiume Kentucky. Un pioniere, Stephen Frank, rimase ucciso, e i coloni da allora in poi chiamarono il passo "Frank's Ford" (in italiano "guado di Frank"). Questo nome venne più tardi adattato in Frankfort (in italiano "forte di Frank").
Prima di divenire il 15º stato federato degli Stati Uniti, il Kentucky era parte dello stato della Virginia. Dopo l'ammissione dello stato, avvenuta il 1º giugno 1792, vennero nominati (il 20 giugno) cinque commissari provenienti da varie contee per scegliere la capitale. Tra le molteplici comunità presentatesi, venne infine scelta Frankfort.
Il primo ufficio postale della città venne aperto nel 1794. Nel 1796, John Brown, avvocato e statista virginiano, fece costruire a Frankfort la casa oggi chiamata Liberty Hall, designata come National Historic Landmark nel registro nazionale dei luoghi storici statunitense. Sempre nel 1796, l'assemblea generale stanziò i fondi per costruire la casa del governatore, che venne completata nel 1798. L'edificio in questione, noto come Old Governor's Mansion è considerato a oggi la residenza del governatore più antica ancora in uso negli stati uniti. 
Nel 1829, Gideon Shryock architettò in stile neogreco il campidoglio dello stato, l'attuale Old State Capitol, che venne completato a Frankfort nel 1830 e rimase in funzione fino al 1910, quando i deputati e i senatori del Kentucky si trasferirono nell'odierna costruzione.
L'insediamento di South Frankfort inizialmente separato dalla città, venne annesso a essa il 3 gennaio 1850.
Durante la guerra di secessione americana, gli unionisti costruirono una fortezza per proteggere Frankfort dagli attacchi confederati, che oggi è conosciuta come Fort Hill. L'esercito confederato tuttavia, riuscì a conquistare la città (dal 3 settembre 1862) per breve periodo. Fu l'unica capitale di uno stato dell'unione in cui i confederati presero il controllo durante la guerra.
Il 3 febbraio 1900, il governatore appena eletto William Goebel fu assassinato mentre si recava a piedi al Campidoglio per prestare il giuramento. Più tardi fu accertata la colpevolezza del precedente segretario di stato Caleb Powers, ispiratore del complotto che portò all'uccisione di Goebel.
L'edificio più alto della città, il Capitol Plaza Office Building, venne costruito negli anni 1960 assieme alla piazza e all'albergo (l'ex Holiday Inn della città). Negli anni 2000, a causa della scarsa manutenzione varie parti del complesso vennero chiuse al traffico pedonale per ragioni di sicurezza. Nel 2008 venne stabilita dalla città, la riqualificazione dell'area e la demolizione del grattacielo. La torre venne demolita 10 anni dopo, nel marzo 2018. Poco tempo dopo venne abbattuto anche il limitrofo centro congressi, edificato nel 1971, che ospitò gli eventi sportivi, i concerti e le fiere locali degli ultimi decenni.
Frankfort è la sede di numerose distillerie di Bourbon, tra cui la Buffalo Trace Distillery (ex George T. Stagg Distillery), in attività da più di 200 anni e iscritta al National Register of Historic Places.

## Geografia fisica
Frankfort è situata a 38°12′N 84°52′W (38.197, -84.863).
Secondo lo United States Census Bureau, ha un'area totale di 14,6 miglia quadrate (37,8 km²).

## Società

### Evoluzione demografica
La città incrementò notevolmente la sua popolazione durante gli anni 50 del XX secolo, risultando nel censimento del 1960 più popolosa del 54,1%, passando da 11 916 abitanti a 18 365 abitanti.
Secondo il censimento del 2010, c'erano 25 527 persone.

### Etnie e minoranze straniere
Secondo il censimento del 2010, la composizione etnica della città era formata dal 77,1% di bianchi, il 16,5% di afroamericani, lo 0,3% di nativi americani, l'1,4% di asiatici, lo 0,02% di oceaniani, l'1,8% di altre razze, e il 2,9% di due o più etnie. Ispanici o latinos di qualunque razza erano l'1,48% della popolazione.

## Istruzione
Oltre alle consuete strutture scolastiche ed universitarie, a Frankfort ha sede la Kentucky State University.
La Kentucky State University, detta KSU, (ma citata anche come KYSU, per distinguerla dalla Kansas State University, anche questa con sigla KSU), è stata una delle prime "black university", cioè è stata storicamente una delle università fondate per gli afro-americani; tale caratteristica ha attualmente solo un valore storico, dato che allo stato attuale tali università sono tutte completamente integrate ed hanno popolazione studentesca di ogni origine etnica, anzi in diversi casi la popolazione nera è solo una minoranza.
In Frankfort ha inoltre sede la Frankfort Christian Academy, una scuola superiore gestita da frati.

## Amministrazione

### Gemellaggi
Frankfort ha solo una città gemellata:
- Shimamoto